# Jorge Gómez-Laurito
Jorge Gómez-Laurito ( 1959 - 30 de enero de 2014) fue un insigne botánico y curador costarricense, oriundo de la ciudad de Turrialba.
Se destacó como investigador y curador en el Herbario Nacional de Costa Rica, del Museo Nacional, y profesor y curador del Herbario de la Universidad de Costa Rica, en San José.
Especialista en Cyperaceas, trabajó intensamente en los géneros Becquerelia, Calyptrocarya, Displasia, Hypolytrum, Mapania.
En los años 1990 fue investigador asociado, del "Field Museum of Natural History de Chicago", en el "Proyecto Flora costaricensis".
Así mismo identificó la nueva especie Ticodendron incognitum que es la única especie del género Ticodendron, y el único miembro de la familia Ticodendraceae. Está estrechamente relacionado con la familia Betulaceae.
Fue descubierto en 1989 en Costa Rica, habiendo sido pasado por alto previamente debido a su emplazamiento en bosques poco visitados y por su apariencia "vulgar"; posteriormente se descubrió que se extendían a través de Centroamérica hasta Panamá. 

## Algunas publicaciones
- Cicció, JF; J Gómez-Laurito. 2002. Volatile constituents of the leaves of Siparuna thecaphora (Siparunaceae) from Turrialba, Costa Rica. Rev Biol Trop. ;50 (3-4):963-7 12947582
- Gómez-Laurito, J. 2005. Utricularia uxoris (Lentibulariaceae), una nueva especie costarricense de la sect. Orchidioides. Lankesteriana; 5 (2) :137-139
- Gómez P., L.D.; J Gómez-Laurito. 1998. Historia natural y presencia de la "planta insectívora" Drosera capillaris (Droseraceae) en Costa Rica. Rev. biol. trop v.46 n.4 San José
- Gómez-Laurito, J; QJ Madrigal. 1994. A New Species of Galipea (Rutaceae-Cuspariinae) from Costa Rica and Nicaragua. Novon, Vol. 4, N.º 4, pp. 347-349
- * Lopez, JA; J Gómez-Laurito; FT Lin; EK Duah; M Sharaf; Y Aly; LK Wong; RL Schiff Jr. 1993. Alkaloids of Siparuna griseo-flavescens. Planta Med. 59: 100.
- Gómez-Laurito, J; LD Gómez P. 1991. Ticodendraceae: A New Family of Flowering Plants. [Introduction]. Annals of the Missouri Botanical Garden, Vol. 78, N.º 1, pp. 87-88
- Lopez, JA; J Gómez-Laurito; FT Lin; EK Duah; M Sharaf; Y Aly; LK Wong; RL Schiff Jr. 1990. Alkaloids of Siparuna tonduziana. Planta Med. 56: 492

### Colaboración en libros
- Mayra Montiel Longhi. 2000. Introducción a la flora de Costa Rica. 3ª ed. Autor del capítulo de la Familia de Cyperaceae. 345 pp. Ed. UCR. ISBN 9977-67-151-6

- La abreviatura «Gómez-Laur.» se emplea para indicar a Jorge Gómez-Laurito como autoridad en la descripción y clasificación científica de los vegetales.[6]

Posee unos 80 registros IPNI de sus identificaciones y clasificaciones de nuevas especies, las que publica habitualmente en : Ann. Missouri Bot. Gard.; Lankesteriana; Brenesia; Phytologia; Novon; Gesneriana; Monogr. Syst. Bot. Missouri Bot. Gard.; Rhodora.